# لی بای بکفورد
لی بای بکفورد (به انگلیسی: Lea-by-Backford) یک روستا و محله مدنی در بریتانیا است که در چشر غربی و چستر واقع شده‌است. لی بای بکفورد ۱۹۱ نفر جمعیت دارد.